# 鬼作秀
《鬼作秀》（英語：Creepshow）是一部1982年的美國恐怖喜劇選集電影，由喬治·安德魯·羅梅羅執導，史蒂芬·金編劇，這使得這部電影成為他的編劇處女作。這部電影的全體演員包括哈爾·霍爾布魯克、愛德安娜·巴博、弗里茨·韋弗、萊斯里·尼爾森、嘉莉·奈、E. G.馬歇爾和維韋卡·林德福什以及金本人（史蒂芬·金本人的首次表演實際上是在羅梅羅電影《飛車敢死隊》中的一年前）。這部電影主要在匹茲堡及其郊區拍攝，包括蒙羅維爾，羅梅羅在那裡租了一個某棟學院（賓州大學）來為電影製作大量佈景。
這部電影由五個短篇小說組成：《父親節》（Father's Day）、《隕石》（The Lonesome Death of Jordy Verrill）（根據史蒂芬·金短篇小說《雜草》改編）、《沉住氣》（Something to Tide You Over）、《箱子》（The Crate）和《潔癖》（They're Creeping Up on You!） 其中兩個故事改編自史蒂芬·金的短篇小說，電影以序幕和尾聲結尾，講述了一個名叫比利的小男孩（由史蒂芬·金的兒子喬飾演），他因閱讀恐怖漫畫而受到虐待的父親的懲罰。
這部電影在美國的票房收入為21,028,755美元。

## 故事大綱

### 序幕
一個名叫比利·霍普金斯的小男孩（喬·希爾 飾）因閱讀了一部名為“恐怖秀”的恐怖漫畫而受到他虐待他的父親史坦（湯姆·阿特金斯 飾）的紀律處分。在從比利手中搶過漫畫並將其扔進垃圾桶後，史坦告訴他的妻子（Iva Jean Saraceni 飾），他必須對比利嚴厲，因為他不想讓他們的兒子讀到它，稱其為“恐怖中的垃圾”。當比利坐在樓上，希望他的父親在地獄中腐爛時，他聽到窗外傳來聲音。
噪音的來源原來是漫畫書的主人「Creep」，招手讓他靠近。隨著「Creep」從垃圾桶上取下蓋子，電影來到了動畫，開始敘述第一個故事。

### 父親節
第一個故事《父親節》是史蒂芬·金為電影撰寫的原創故事。
西爾維婭·格蘭瑟姆 (嘉莉·奈 飾) 與她的侄子理查德（華納·舒克 飾）、侄女卡斯（Elizabeth Regan 飾）和卡斯的新婚丈夫漢克（艾德·哈里斯 飾）在六月的第三個星期天在他們的莊園舉行年度晚宴。他們繼續向漢克講述了當前的家族女族長貝德莉亞大姑姑（維韋卡·林德福什 飾）以及她的父親、前任族長、吝嗇和霸道的奈森·格蘭瑟姆（喬恩·洛默 飾），他通過走私、欺詐、勒索和僱傭謀殺。
七年前，貝德莉亞被變成了一個不穩定的老處女，因為她一生都在忍受父親不斷的要求和情感虐待，而在他中風後，這種情況只會變得更糟，她被迫全職護理他。虐待的高潮是他精心策劃謀殺了她的情人彼得·亞布羅（Peter Messer 飾），以控制她。父親節那天，貝德莉亞因不斷索要蛋糕而勃然大怒，她用一個大理石烟灰缸（在其他故事中一直隱藏著）將父親打死。
接著，貝德莉亞在下午6點到達，停在家裡外的墓地，在墓地獻花。在那裡，她醉醺醺地回憶起她如何謀殺了她霸道的父親，以及西爾維婭如何幫助將這件事當作一場意外來竊取他的財產並將其分配給其他家庭成員。在她不小心將威士忌酒瓶灑在墓碑前後，奈森腐爛、佈滿蛆蟲的屍體（約翰·安普拉斯 飾）以亡魂的形式從墓地中出現，仍然索要他從未得到過的父親節蛋糕。格蘭瑟姆慢慢地向貝德莉亞報仇，將她勒死。他繼續殺死其餘的格蘭瑟姆家族，用落下的墓碑謀殺了漢克，謀殺了廚師丹弗斯夫人（Nann Mogg 飾），並扭住了西爾維婭的脖子。作為一個可怕的最後笑話，奈森向卡斯和理查展示了父親節蛋糕，上面放著西爾維婭被砍掉的頭，這讓他們大吃一驚。
雖然影片的結局模棱兩可，奈森幸災樂禍地看著定格中驚恐的卡斯和理查，但根據影片改編的漫畫書卻隱晦地暗示，奈森的下一個動作是“吹熄他們的蠟燭”。
回到動畫，“Creep”將漫畫的頁面翻到下一個故事。

### 隕石
本故事的這一部分是根據金的短篇小說《雜草》改編的，又名《喬迪·維里爾的孤獨之死》。
喬迪·維里爾（史帝芬·金 飾）是一個笨拙的鄉下鄉巴佬，他看著他農場附近的隕石墜毀地。喬迪在觀察墜落現場時，試圖觸摸隕石，手指被灼傷。在一個幻想序列中，喬迪想像將流星賣給當地大學的“流星部”，希望這筆交易能提供足夠的錢來償還他200美元的銀行貸款。採取預防措施，他用一桶水澆它，讓它裂開，濺出一種發光的藍色液體。在另一個奇幻場景中，喬迪想像流星部拒絕購買破碎的隕石。喬迪決心在早上嘗試將兩半粘在一起，他漫不經心地將流星內部的液體倒入土壤中，但在它接觸到他的皮膚之前不會。
隨著時間的流逝，喬迪發現他的手指被一種迅速蔓延的植物狀生物所征服。他試圖打電話給醫生（賓果·奧馬利 飾），但當他想像（在另一個幻想序列中）醫生最終會在沒有麻醉的情況下砍掉患病的手指時，他就停下了。久而久之，喬迪的農場裡到處都是植物，喬迪接觸過的一切，以及喬迪的身上，都讓他癢得發癢。驚慌失措中，喬迪給自己倒了一瓶伏特加，與柳橙汁混合，然後在醉酒昏迷中睡著了。
過了一會兒，他醒來，相信這是一場夢。但是，當他看到房子裡的植物已經長出來，並且在鏡子中發現他現在已經長出了植物的胡子時，他的希望破滅了。他開始洗澡來止癢，但是他死去的父親（賓果·奧馬利 飾）的鬼魂來拜訪他，他出現在他的鏡子裡，並引用他的話警告他不要這樣做“你不會進那個浴缸的，對吧？這是它想要的水，喬迪。你不知道嗎？如果你進了浴缸，你最好簽下你的死刑令！”喬迪冷酷地解釋說，不進去只會延後不可避免的事情，他感歎道，“（他）已經死了。”當皮膚上生長的瘙癢變得無法忍受時，喬迪屈服於誘惑，跳進了洗澡水。
第二天早上，喬迪的農場已經完全覆蓋了一層層密密麻麻的外來植被，喬迪自己現在變成了一個植物怪物。絕望中，他拿起霰彈槍，向上天祈禱，然後將頭頂吹掉，從而自殺。緊接著，電視天氣預報宣布預計會有溫和的溫度及大雨，這意味著這將加速外星植物生長向周邊地區的傳播，以至於地球可能會變成一個完全綠色的星球。
回到動畫，一陣狂風將漫畫書的頁面（短暫地掠過一個缺少訂單的巫毒娃娃廣告）轉到下一個故事。

### 沉住氣
這個故事也是專門為這部電影寫的。
理查德·維克斯（萊斯里·尼爾森 飾）是一個惡毒、富有、冷酷無情的男人，他的俏皮幽默掩蓋了他冷血的殺氣，他拜訪了哈里·溫特沃斯（泰德·丹森 飾），他的妻子貝琪（蓋倫·羅斯 飾）與他有一軌。理查德沒有用暴力對抗他，而是播放了貝琪含淚懇求哈利幫助她的聲音的錄音。理查德和哈利前往舒適點（Comfort Point），理查德的私人海濱別墅，他指出在那裡似乎是沙子裡的一個墳墓，哈利跑到那裡，理查德用槍指著他，告訴他跳進洞裡埋自己。
理查德將哈利埋在高潮線以下的沙子裡，直到他的脖子。他還設置了一個閉路電視攝像機、一個記錄哈利的錄像機，以及一個顯示貝琪的監視器，貝琪也被埋在海灘下方的脖子上，已經被潮水沖刷在她的臉上。理查德解釋說，他們兩個有倖存的機會：如果他們能夠屏住呼吸足夠長的時間，一旦海水覆蓋他們，沙子就會鬆散，他們就可以掙脫並逃脫。於是，理查德拋棄了哈利，回到舒適點，在那裡他看著哈利和貝基在舒適和奢華中死去。在被洶湧的潮水完全淹沒之前，哈利直視鏡頭，發誓要向理查德報仇。
幾個小時後，理查德回到他埋葬哈利的地方收集磁帶。他找到了被毀壞的監視器，但沒有哈利屍體的跡象，儘管他把這寫成屍體被水流帶走了。那天晚上晚些時候，理查德似乎聽到有人在呼喚他的名字，並觀察到一些看不見的力量繞過了他已採取的許多安全措施。罪魁禍首恰好是哈利和貝琪，這兩個戀人以一對滿是水、滿是海藻的殭屍的身份回歸，意圖復仇。理查德試圖射擊他們，但子彈沒有效果。理查德試圖在他的臥室裡設置路障，但他們設法出現在裡面。一直以來，當理查德瘋狂地笑時，這對夫婦用他對他們說的同樣的話來嘲笑理查德。
理查德很快發現自己在海灘上，深埋在脖子上，面對即將到來的潮汐和消失在海浪中的兩隻腳印。用他用來記錄哈利死亡的同一個海藻覆蓋的錄像機記錄他，理查德瘋狂地大笑並尖叫著他如何能夠“長時間”屏住呼吸，因為漲潮開始沖刷他。
回到動畫，一陣強風把漫畫書從垃圾桶裡吹到街上，在那裡它打開了下一個故事。

### 箱子
本故事的這一部分是根據同名短篇小說改編的。
邁克·拉蒂默（唐·基弗 飾）是著名的霍里克大學（Horlicks University）的看門人，他在地下室樓梯下的爐篦後面拋了一枚兩毛五硬幣。在試圖取回它時，他遇到了一個隱藏在樓梯下方的木製儲物箱，上面寫著“通過朱莉婭·卡彭特運送到霍里克大學-北極探險隊-1834年6月19日”（Ship to Horlicks University via Julia Carpenter - Arctic Expedition - June 19, 1834）。他打電話給生物學教授德克斯特·史丹利（弗里茨·韋弗 飾），通知他這一發現，使德克斯特遠離了一次教師社交聚會。參加聚會的還有德克斯特的好朋友兼同事，溫文爾雅的亨利·諾斯拉普教授（哈爾·霍爾布魯克 飾），他目睹了他永遠醉酒、令人討厭且情緒化的妻子威瑪（愛德安娜·巴博 飾），他經常做白日夢殺人，惹惱了賓客，並在聚會上讓她自己和亨利尷尬。
在安伯森學院（Amberson Hall）與邁克會面，史丹利幫助他移除板條箱並將其移至附近的實驗室。在試圖打開它時，邁克把手伸進木板箱，開始痛苦地大喊大叫。木板箱短暫地打開，裡面有一隻毛茸茸的、長著鋒利獠牙的類人猿生物（Darryl Ferrucci 飾）。儘管它的體型很小，但這個生物很快就殺死並完全吞噬了邁克，只留下了他破損的靴子。從實驗室跑出來，德克斯特遇到了研究生查理·格里森（羅伯特·哈珀 飾），他瘋狂地告訴了他發生的事情。雖然持懷疑態度，但查理同意進行調查。兩人回到實驗室，發現它滿是血，木板箱和生物都不見了。他們發現木板箱已移回樓梯下，在那裡他們還找到了邁克的靴子。為了測量靴子上的咬痕，查理仔細檢查了木板箱。不幸的是，這個生物撲向查理，在德克斯特逃跑並帶走了他的靴子時殺死了他。
威瑪晚上離開後，德克斯特受到創傷和歇斯底里，跑到亨利家。他講述了自從木板箱被發現以來發生的一切，並認為必須以某種方式處理這個怪物。看到這個生物是擺脫妻子的一種方式，亨利似乎相信德克斯特的故事。為此，亨利策劃了一個計劃，將威瑪引誘到板條箱附近。他在德克斯特的飲料中加入安眠藥，寫了一張便條，描述了德克斯特對一名大學生的虛假攻擊，以引誘威瑪進入安伯森學院，並清理了實驗室的所有血液證據。當威瑪到達時，亨利將她引誘到地下室樓梯下，怪物似乎沒有反應。當威瑪開始因為亨利的特技而對他大吼大叫時，這隻野獸猛烈地毆打並吃掉了她。
第二天早上，亨利向德克斯特描述了他如何將野獸放回木板箱中，然後將木板箱倒入附近的採石場，讓它沉到底部。他向德克斯特保證這個生物已經淹死了，他們會讓當局處理失踪事件。然而，隨後向觀眾透露這頭野獸還活著，最後一次被人看到是撕裂木板箱。
回到動畫，當漫畫書翻到下一頁時開始下雨，迎接了最後的故事。

### 潔癖
最後一個故事也是專門為這部電影寫的，又名《他們正悄悄靠近你！》。
厄普森·普拉特 (E. G.馬歇爾 飾) 是一位殘忍、富有且無情的商業大亨，患有潔癖，這讓他住在一間豪華、未來派且密封的頂層公寓，配備電鎖和監控攝像頭。他與外界的明顯聯繫主要是通過電話，而且主要是針對新員工。一個風雨交加的夜晚，厄普森接到了他的下屬之一喬治·根德隆的電話，關於他的公司（Pratt International）最近在一項企業收購中收購了 Pacific Aerodyne 公司。喬治還通知厄普森先生，此次收購導致商業競爭對手諾曼·卡斯頓邁爾自殺，這讓厄普森非常高興。
在通話過程中，厄普森慢慢地開始在他的公寓周圍發現蟑螂。一個狂熱的昆蟲仇恨者，厄普森用殺蟲劑武裝自己，試圖糾正這種情況。不久，有人設法打通了厄普森的專線。來電者原來是諾曼·卡斯頓邁爾的遺孀萊諾（Ann Muffly 飾），她淚流滿面地回憶起她丈夫的最後時刻，並歇斯底里地詛咒厄普森導致他的死亡。在他的食品加工機中發現蟑螂碎片後，普拉特接到了他大樓房東卡爾·雷諾茲（Mike Tierno 飾）的電話。儘管在佛州奧蘭多度假期間打電話，厄普森還是強迫雷諾茲派勤雜工懷特先生在解僱他的威脅下打電話給滅蟲員。
不久之後，厄普森在一盒麥片裡發現了更多的蟑螂，他試圖碾碎任何他能碾碎的蟑螂，但未能成功。懷特先生（大衛·厄爾利 飾）很快就到了厄普森的門外，一邊用一種刻板的吟遊詩人的聲音嘲弄地說話，一邊和普拉特說他正在打電話給清潔人員。之後，一場輪番的停電朝著大樓前進。在停電期間，數十萬隻蟑螂開始從厄普森公寓的每個角落和縫隙中湧出。隨著情況迅速惡化，厄普森啟動了應急電源並試圖報警求助。不幸的是，由於停電，警察無法提供任何幫助，被困在電梯裡的懷特先生也愛莫能助。
在他機智的盡頭，厄普森把自己鎖在一個氣候控制的恐慌室裡，以躲避越來越多的蟑螂，卻又接到了萊諾的另一個電話，萊諾繼續詛咒他。厄普森還發現蟑螂也已經侵入了恐慌室。無路可逃，他被蟑螂淹沒，導致致命的心臟病發作。
當電力恢復到大樓時，公寓現在就沒有蟑螂了。厄普森的屍體出現在恐慌室裡，懷特先生在那裡打電話報告，但沒有得到答复。懷特先生嘲諷地引用“怎麼了，厄普森先生？臭蟲咬了你的舌頭？” 然而，厄普森的身體很快開始扭曲，蟑螂從他的嘴里和身體裡冒出來，重新包圍了恐慌室。懷特先生繼續呼喚他的名字以獲得回應，以“混蛋”的方式落幕。
回到動畫，最後一陣風將漫畫書吹到街上，落在附近的路邊。

### 尾聲
第二天早上，兩個收垃圾清潔人員（Marty Schiff和湯姆·薩維尼 飾）在路邊找到了《鬼作秀》漫畫書。他們查看書中有關X光眼鏡和查爾斯·阿特拉斯健美課程的廣告。他們還看到了之前短暫瞥見的巫毒娃娃的廣告，但感嘆訂單已被兌換。
在屋子裡，史坦向妻子抱怨說他脖子痛，認為自己一定是扭傷了脖子。在樓上，比利被發現為之前看到的巫毒娃娃送來了，並用他父親的一件衣服和一些頭髮裝飾了它。史坦痛苦地捂著喉嚨，比利反復高興地用大頭針戳巫毒娃娃，最終為父親過去的虐待報復。
最後一次過渡到動畫，比利戳娃娃的圖像成為下一期《鬼作秀》的漫畫封面。看到“Creep”拿著同一本漫畫書，在蠟燭熄滅時陰險地大笑。

## 演員表
| 序幕與尾聲 - 喬·希爾 飾 比利·霍普金斯（Billy Hopkins） - 伊娃·讓·薩拉塞尼（Iva Jean Saraceni） 飾 比利的母親 - 湯姆·阿特金斯（未掛名） 飾 史坦·霍普金斯 - 馬蒂·希夫（Marty Schiff） 飾 收垃圾清潔人員 #1 - 湯姆·薩維尼 飾 收垃圾清潔人員 #2 | 父親節 - 喬恩·洛默 飾 奈森·格蘭瑟姆（Nathan Grantham） - 維韋卡·林德福什 飾 貝德莉亞·格蘭瑟姆（Bedelia Grantham） - 伊麗莎白·雷根（Elizabeth Regan） 飾 卡斯·布萊恩（Cass Blaine） - 華納·舒克 飾 理查德·格蘭瑟姆（Richard Grantham） - 艾德·哈里斯 飾 漢克·布萊恩（Hank Blaine） - 嘉莉·奈 飾 西爾維婭·格蘭瑟姆（Sylvia Grantham） - 彼得·梅瑟（Peter Messer） 飾 亞布羅（Yarbro） - 約翰·安普拉斯 飾 殭屍奈森 - 南莫格（Nann Mogg） 飾 丹弗斯夫人（Mrs. Danvers） | 隕石 - 史帝芬·金 飾 喬迪·維里爾（Jordy Verrill） - 賓果·奧馬利 飾 喬迪的父親和醫生 |

| 沉住氣 - 萊斯里·尼爾森 飾 理查德·維克斯（Richard Vickers） - 蓋倫·羅斯 飾 貝琪·維克斯（Becky Vickers） - 泰德·丹森 飾 哈里·溫特沃斯（Harry Wentworth） - 李察·吉爾（未掛名） 飾 電視上的男人 | 箱子 - 哈爾·霍爾布魯克 飾 亨利·諾斯拉普（Henry Northup） - 愛德安娜·巴博 飾 威瑪·“比利”·諾斯拉普（Wilma "Billie" Northup） - 弗里茨·韋弗 飾 德克斯特·史丹利（Dexter Stanley） - 唐·基弗 飾 邁克·拉蒂默（Mike Latimer） - 羅伯特·哈珀 飾 查理·格里森（Charlie Gereson） - 恰克·安博（Chuck Aber）飾 理查德·雷蒙（Richard Raymond） - 克莉斯汀·福雷斯特 飾 塔比莎·雷蒙（Tabitha Raymond） | 潔癖 - E. G.馬歇爾 飾 厄普森·普拉特（Upson Pratt） - 大衛·厄爾利 飾 懷特先生（Mr. White，配音） - 馬克·蒂爾諾（Mark Tierno）飾 卡爾·雷諾茲（Carl Reynolds，配音） - 安·馬弗利（Ann Muffly，未掛名）飾 萊諾·卡斯頓邁爾（Lenora Castonmeyer，配音） - 尼德·巴蒂（未掛名） 飾 鮑勃·比恩（Bob Bean，配音） |

1. 1 2 3  雖然沒有直接說明，但在最後送來的巫毒娃娃的包裹上可以看到比利的姓氏，暗示這個家族的姓氏是霍普金斯。

## 製作
為了與羅梅羅在匹茲堡地區及其周邊地區拍攝的傳統保持一致，影片的大部分內容都是在格林斯堡郊外的一所空蕩蕩的女子學校拍攝的。學校被改建成電影製片廠，《隕石》和《潔癖》以及序幕和尾聲全部在原學校拍攝。整個1981年都在格林斯堡拍攝。
另外幾個地點也用於拍攝：
- 《箱子》——大學序列的大部分內部和外部鏡頭都是在卡內基梅隆大學拍攝的[6] （羅梅羅是卡內基梅隆大學的校友），瑪格麗特莫里森學院擔任安伯森學院。後院派對是拍攝於羅梅羅自己的後院，位於他位於賓州莎迪賽德（英语：Shadyside (Pittsburgh)）安伯森學院的故居。
- 《父親節》是在匹茲堡郊區福克斯教堂（英语：Fox Chapel, Pennsylvania）的一座豪宅拍攝的。[6]
- 《潔癖》是在島灘州立公園（英语：Island Beach State Park）、伯克利小鎮（英语：Berkeley Township, New Jersey）的外景地拍攝的。

在2015年接受《影音俱樂部》採訪時，泰德·丹森解釋了他的角色在水下淹死的簡短鏡頭：“當時他們做了一個小水族箱。我穿上潛水服爬進去，有人會帶著氧氣罐呼吸機的東西伸手下去，我會呼吸，然後他們會把它拿出來。有一個軛是用......我不知道，木頭和假沙子製成的，所以看起來我的頭在水中被埋在沙子裡。”
美國自然歷史博物館的昆蟲學家雷·門德斯（Ray Mendez）和大衛·布羅迪（David Brody）為《潔癖》部分提供了兩萬隻蟑螂。 在片段的最後一個場景中——房間裡幾乎滿是蟑螂——許多明顯的昆蟲實際上是堅果和葡萄乾，正如湯姆·薩維尼所指出的那樣。

## 發行
《鬼作秀》於1982年11月10日星期三由華納兄弟廣泛發行。在首映週末，《鬼作秀》在1,127家影院獲得了5,870,889美元的票房收入，在美國票房排名第一，取代了《第一滴血》， 並且五天的總收入為8,003,017美元。 它在美國和加拿大的總票房為21,028,755美元， 使其成為當年華納兄弟公司票房最高的恐怖片。

## 評價
《爛番茄》根據38條評論給予這部電影74%的支持率；平均評分為6.4/10。該網站的共識是：“選集往往參差不齊，但《鬼作秀》豐富多彩，經常很有趣，並且以具有感染力的崇敬對待它的靈感。” 羅傑·埃伯特給這部電影四顆星中的三顆並寫道，“羅梅羅與金以幽默和深情的態度對待這部電影，以及對令人毛骨悚然的欣賞”。  文森特·坎比 (Vincent Canby) 在他對《紐約時報》的評論中寫道：“《鬼作秀》的最佳之處在於它精心模擬的漫畫書俗氣和一些優秀演員扮演愚蠢角色的熱情。即使失敗了，恐怖電影純粹主義者也可能會反對這種輕率，因為很多人都是如此。“。 蓋瑞·阿諾（Gary Arnold）在他對《華盛頓郵報》的評論中寫道，“ 在《鬼作秀》中，人們面對的是五個一貫陳舊的衍生恐怖小插曲，長度和缺陷各不相同。” 在《環球郵報》的評論中，傑·史考特寫道，“羅梅羅與金的合作緩和了恐怖和憤世嫉俗，但還不足以背叛消息來源 - 《鬼作秀》幾乎和電影製作人顯然喜歡的一樣有趣和可怕”。 大衛·安森在他對《新聞周刊》的評論中寫道，“對於12歲以上的人來說，沒有很高興看到兩個恐怖大師故意在自己之下工作。E. G.馬歇爾是一部人造幼稚的恐怖片：太老套以至於不能真正嚇人，太原始而不能作為諷刺獲得成功。” 在《時代雜誌》的評論中，理查德·科利斯（Richard Corliss）寫道：“但這種處理方式既敷衍又乏味；任何一個10歲的孩子都可以用秒錶來預測震動。只有E. G.馬歇爾飾演的厄普森博士被蟑螂活生生吃掉的故事才以正確的方式混合了咯咯笑和咕嚕聲。”
《美國精彩電視台》在他們的“100個最恐怖的電影時刻”中獲得第99名，主要是因為厄普森博士特身上蟑螂出沒的場景。

## 衍生和續集
電影上映後不久，這部電影就被改編成一部真正的同名漫畫書，由伯尼·賴特森（因重金屬和沃倫雜誌而聞名）所繪，他是一位深受1950年代EC漫畫影響的藝術家。
第二部續集《鬼作秀2》於1987年發行，再次以史帝芬·金的短篇小說為基礎，劇本由原導演喬治·安德魯·羅梅羅編寫。這部電影只包含三個恐怖故事（由於預算限制），而不是原版的五個故事。
第三部續集《鬼作秀3》沒有史帝芬·金、喬治·安德魯·羅梅羅或其他任何參與前兩部電影製作的人參與，於2007年以非戲院首映發行（儘管它於2006年完成），但大部分收到負面評論。這部電影以類似於原版《鬼作秀》的方式展示了五個短篇的黑色喜劇恐怖故事。

## 外部連結
- 美国电影学会目录上的《鬼作秀》（英文）
- AllMovie上《鬼作秀》的资料（英文）
- Box Office Mojo上《鬼作秀》的資料（英文）
- 互联网电影数据库（IMDb）上《鬼作秀》的资料（英文）
- 爛番茄上《鬼作秀》的資料（英文）